# Ōuchi Yoshihiro
Ōuchi Yoshihiro est un nom japonais traditionnel ; le nom de famille (ou le nom d'école), Ōuchi, précède donc le prénom (ou le nom d'artiste).
Ōuchi Yoshihiro (大内義興, 1356-17 janvier 1400), aussi connu sous le nom d'« Ōuchi Sakyo-no-Tayu », est un chef de clan japonais, samouraï et chef militaire de l'époque Muromachi.
Yoshirio est le second fils d'Ōuchi Hiroyo et un membre du clan Ōuchi au service d'Ashikaga Takauji. Les Ōuchi se font connaître comme shugo des provinces de Suō et Nagato en 1363 en aidant les Ashikaga contre de nombreux autres opposants. Yoshihiro et son père secondent Imagawa Sadayo dans sa campagne de Kyūshū. Après que le père de Yoshihiro décède durant l'année 1379, Yoshihiro et son frère sont tous deux engagés dans une lutte de pouvoir. Yoshihiro finit par vaincre son frère à Sakariyama en 1380. Durant l'année 1391, au nom du shogun, Ashikaga Yoshimitsu, Yoshihiro mène une armée contre les partisans de la cour du Sud dans la région de la capitale. Grâce aux actions de Yoshihiro, Yoshimitsu lui attribue deux autres provinces.
La plus grande contribution de Yoshihiro à Ashikaga a lieu au cours de l'année 1392, quand Yoshihiro convainc l'empereur de la cour du Sud de se rendre, mettant ainsi un terme à l'époque Nanboku-chō, aussi connue comme la période des cour du Nord et cour du Sud. Le shogun commande ensuite à Yoshihiro de lui construire une villa à Kitayama, demande que Yoshihiro croit être déraisonnable. De ce fait ironique, les Ōuchi se révoltent contre le bakufu. Yoshihiro est soutenu par de nombreux autres shugo et retire ses forces de Kyoto vers la ville de Sakai. Le shogun Yoshimitsu cependant veut résoudre le problème pacifiquement, mais Yoshiro exige de sortir pour l'affronter en une bataille. De ce fait, le shogun fait le premier pas. Yoshimitsu a rassemblé les armées des Hatakeyama, des Hosokawa et des Shiba et se rend sur la terre de Sakai. Yoshihiro toutefois conclut un accord avec des pirates de la mer intérieure pour créer un blocus naval contre les forces ennemies.
Yoshimitsu est alors assisté par Ashikaga Mitsukane qui s'engage à l'aider. Tout ne va pas bien pour Yoshihiro en raison de ses troupes d'Iwami et d'Izumi qui ne s'avèrent pas du tout fiables. De ce fait, l'armée de Yoshihiro semble généralement têtue et incompétente. Au cours du mois de décembre 1399, les troupes du bakufu réussissent à mettre le feu à la ville et Yoshihiro est contraint de se suicider pour échapper aux forces d'invasion commandées par Yoshimitsu. Outre les actions militaires, Yoshihiro était impliqué dans le commerce entre la Chine et à la sécurisation de la domination des Ōuchi dans ce domaine.

## Source de la traduction
- (en) Cet article est partiellement ou en totalité issu de l’article de Wikipédia en anglais intitulé « Ōuchi Yoshihiro » (voir la liste des auteurs).